# NK Hrastnik
Nogometni klub Hrastnik (tiếng Việt: Câu lạc bộ bóng đá Hrastnik), thường hay gọi NK Hrastnik hoặc đơn giản Hrastnik, là một câu lạc bộ bóng đá Slovenia đến từ Hrastnik chỉ thi đấu với đội hình trẻ. Câu lạc bộ được thành lập năm 1924.